# XEJP-FM
XEJP-FM es una estación de radio localizada en la Ciudad de México, México. Transmite en los 93.7 MHz de la banda de Frecuencia Modulada con 98.10 kW de potencia. Actualmente se le conoce como Joya 93.7.

## Historia
XEJP-FM se remonta a la primera estación de radio FM de México. En abril de 1947, el Diario Oficial de la Federación publicó un aviso solicitando comentarios sobre la propuesta de adjudicación de una estación en 94.1 MHz a Federico Obregón Cruces. Si bien dicha autorización se otorgó el 28 de noviembre de 1948, no fue hasta el 30 de diciembre de 1952 que se otorgó la concesión y la primera estación de FM de México inició al aire. XHFM-FM transmitía con 3,000 watts y permanecería sola en la banda hasta la incorporación de XEOY-FM en 1955.
La historia de Radio Joya, como se conocía a XHFM, se truncó el 28 de julio de 1957, cuando un terremoto provocó la destrucción total de las instalaciones de su estudio. Sin embargo, la concesión sobrevivió. En 1958, cuando Obregón Cruces comenzó a centrarse en la construcción de una nueva estación de radio AM, la concesión de XHFM pasó a Francisco Aguirre Jiménez, el fundador de Radio Centro. Debido a la baja penetración de los receptores de FM y la preferencia de los anunciantes por AM, la estación permaneció fuera del aire hasta 1974, pero durante este período, se estaban produciendo cambios significativos. Una realineación de las frecuencias de FM de la Ciudad de México cambió las primeras estaciones 400 kHz y condujo a un movimiento a 93.7. Además, como ya era el caso con las otras estaciones de FM de Radio Centro, el indicativo de la estación se cambió para que coincidiera con una de las salidas de AM existentes de la compañía y XHFM se convirtió en "XEJP-FM". El indicativo XHFM no regresaría a la radio mexicana hasta 2010, cuando un XHFM no relacionado, inició en Veracruz.
XEJP-FM ahora en 93.7 volvió a transmisiones en el año de 1974, con el nombre Radio Joya, cuya primera voz institucional fue el licenciado Alfonso Amexeira que estuvo en la estación hasta su muerte en 1991. El formato original de la estación era música en español de los años 50, 60 y 70 mezclada con nuevos lanzamientos musicales en español. Emulaba un poco a su contraparte en AM, la hoy desaparecida Radio Variedades 1150 AM. Su eslogan original fue: La música en su máxima expresión.
En 1991 la estación es renombrada como Stereo Joya, en paralelo con sus estaciones hermanas XERC-FM Stereo 97.7 y XEQR-FM Universal Stereo, transmitiendo música contemporánea y romántica en español; mismo formato de Radio Sensación. El lema inicial fue: "Tesoro musical".
Para 1993 entra Mariano Osorio (quien provenía de Radio Éxitos 1440 AM donde fue conductor de noticias) convirtiéndose en locutor insignia de la estación; primero con el programa matutino "Mariano en las Mañanas" iniciado en 1994 y que dura al aire hasta noviembre de 1999 cuando el programa cambia su nombre y formato a "Hoy: Mucho Más Mariano" convirtiéndose en el primer programa magazín de larga duración transmitido en vivo. El mismo se transmite de lunes a domingo de 5:45 a 13:05 horas, tiempo del centro de México, horario entonces poco común en la radio mexicana y que en los siguientes años las emisoras del GRC utilizarían en otros programas.
Ese mismo 1993 integra a su programación el programa En Concierto, iniciado en 1980 por la estación Radio Centro 1030 AM, donde un artista durante 6 días (de lunes a sábado) presenta sus más significativos éxitos y comenta pasajes importantes de su trayectoria a la audiencia.
En 1996 se incorpora Rocío Brauer, para iniciar otra emisión que es insignia de la emisora donde en horario nocturno se transmite música y poesía: "Escencia de Mujer".
Además de los programas "Hoy" y "Esencia de Mujer", la estación se complementa con espacios musicales, conducidos por Román Ariel Naal y Jesús Zúñiga.
En 2012, el nombre de la estación se cambió a Joya 93.7. Con solo estas ligeras variaciones, la emisora ha usado "Joya" en su nombre a lo largo de toda su historia. Ese mismo año, empieza transmisiones digitales en el estándar In-Band On-Channel en la frecuencia 93.7 MHz en el subcanal digital HD1.